# Umm Kummus
Umm Kummus – miejscowość w Egipcie, w muhafazie Al-Minja. W 2006 roku liczyła 13 684 mieszkańców.